# Listek
Listek – termin oznaczający w botanice: 
1. Część liścia złożonego stanowiąca jedną z jego kilku lub więcej fragmentów blaszki liściowej. Listki mogą być ułożone dłoniasto na wspólnym ogonku liściowym (np. u kasztanowca zwyczajnego) lub pierzasto na osi zwanej osadką (np. u robinii akacjowej)[1].
2. Liście występujące w różnych grupach systematycznych mszaków. Listki te pozbawione są tkanek przewodzących[2]. Składają się tylko z jednej warstwy komórek, u niektórych grup występuje kilkuwarstwowe żeberko utworzone z wąskich i wydłużonych komórek[3].

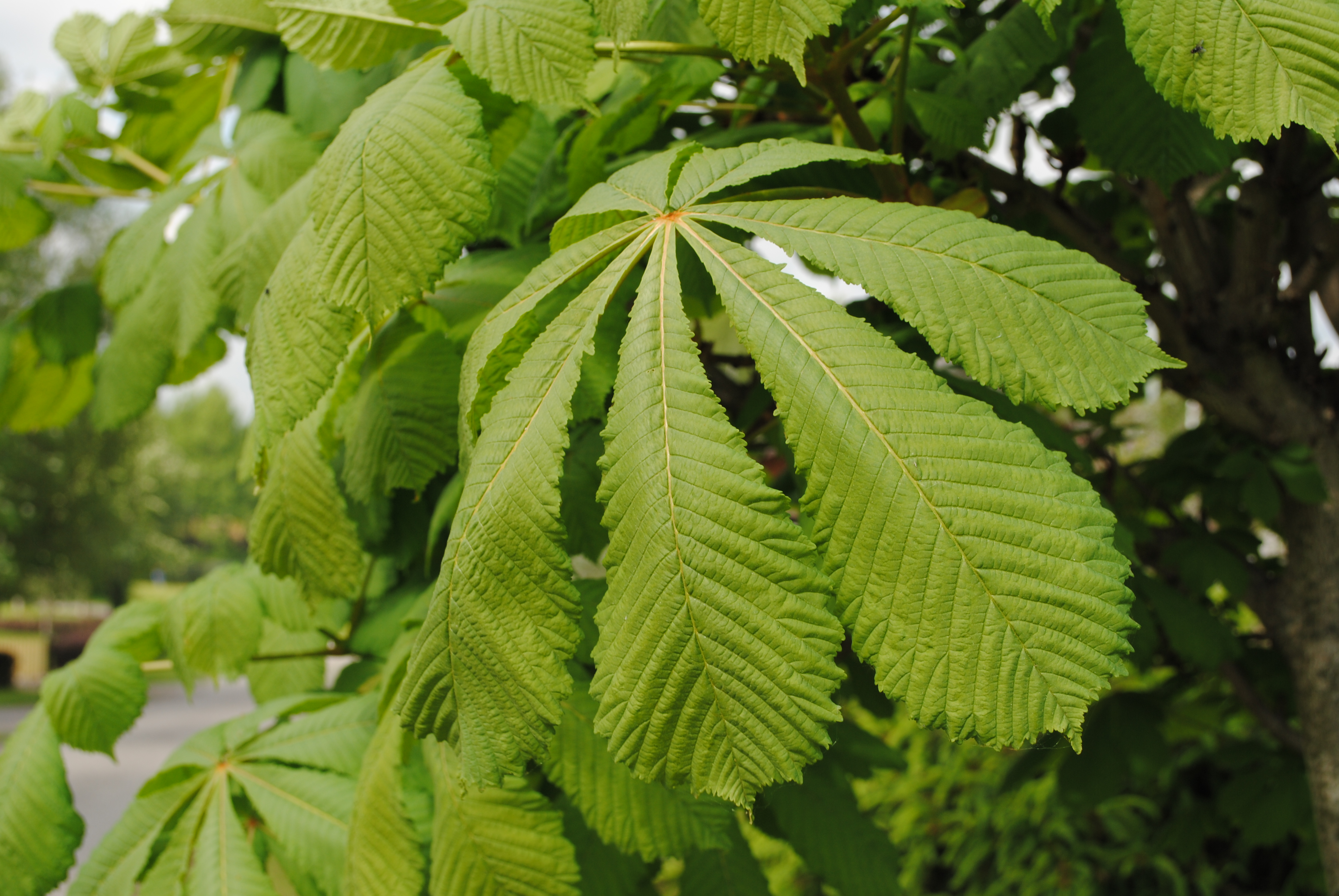
Listki ułożone dłoniasto w liściu kasztanowca zwyczajnego
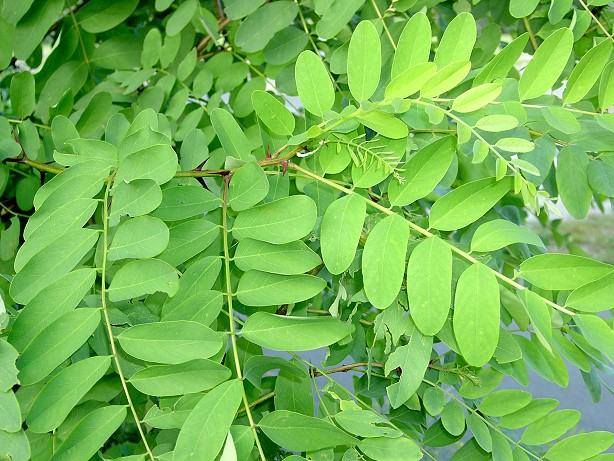
Listki ułożone pierzasto w liściu robinii akacjowej
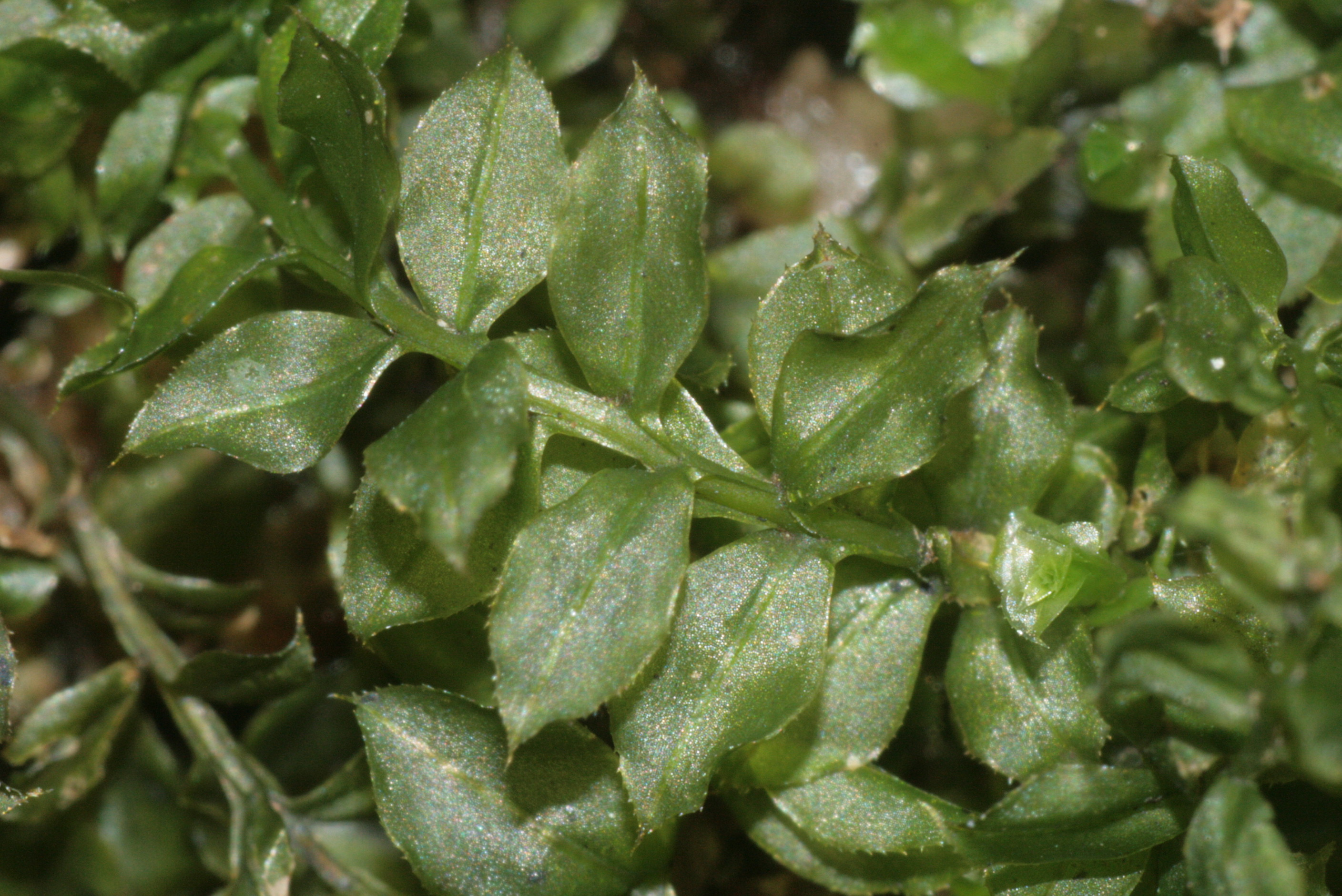
Listki płaskomerzyka kończystego
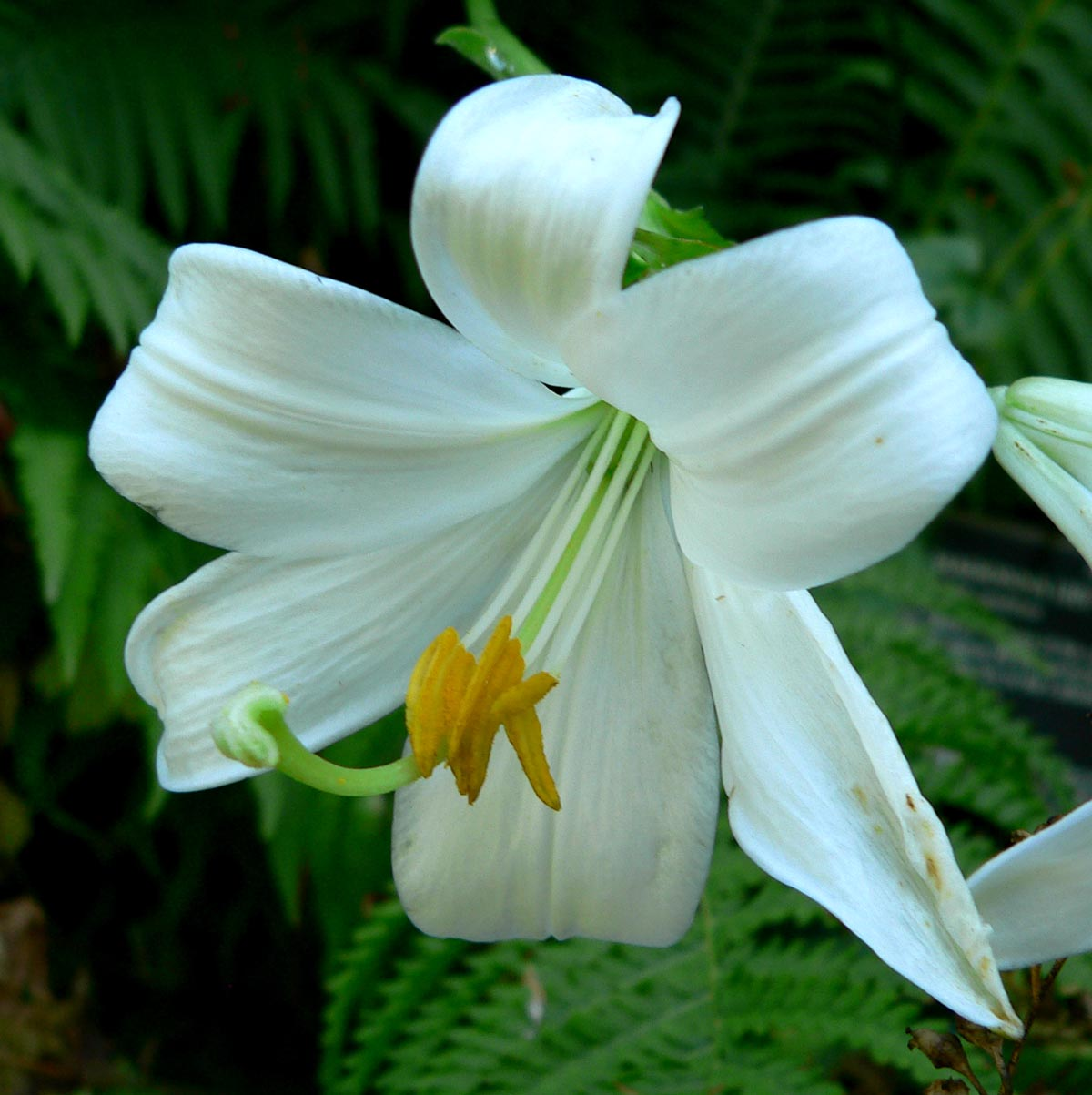
Niezróżnicowane listki okwiatu u lilii białej